# 绍莫吉沙尔德
绍莫吉沙尔德，是匈牙利绍莫吉州所辖的一个村。总面积36.36平方公里，总人口1267，人口密度34.8人/平方公里（2011年1月1日）。